# Édouard Drouyn de Lhuys

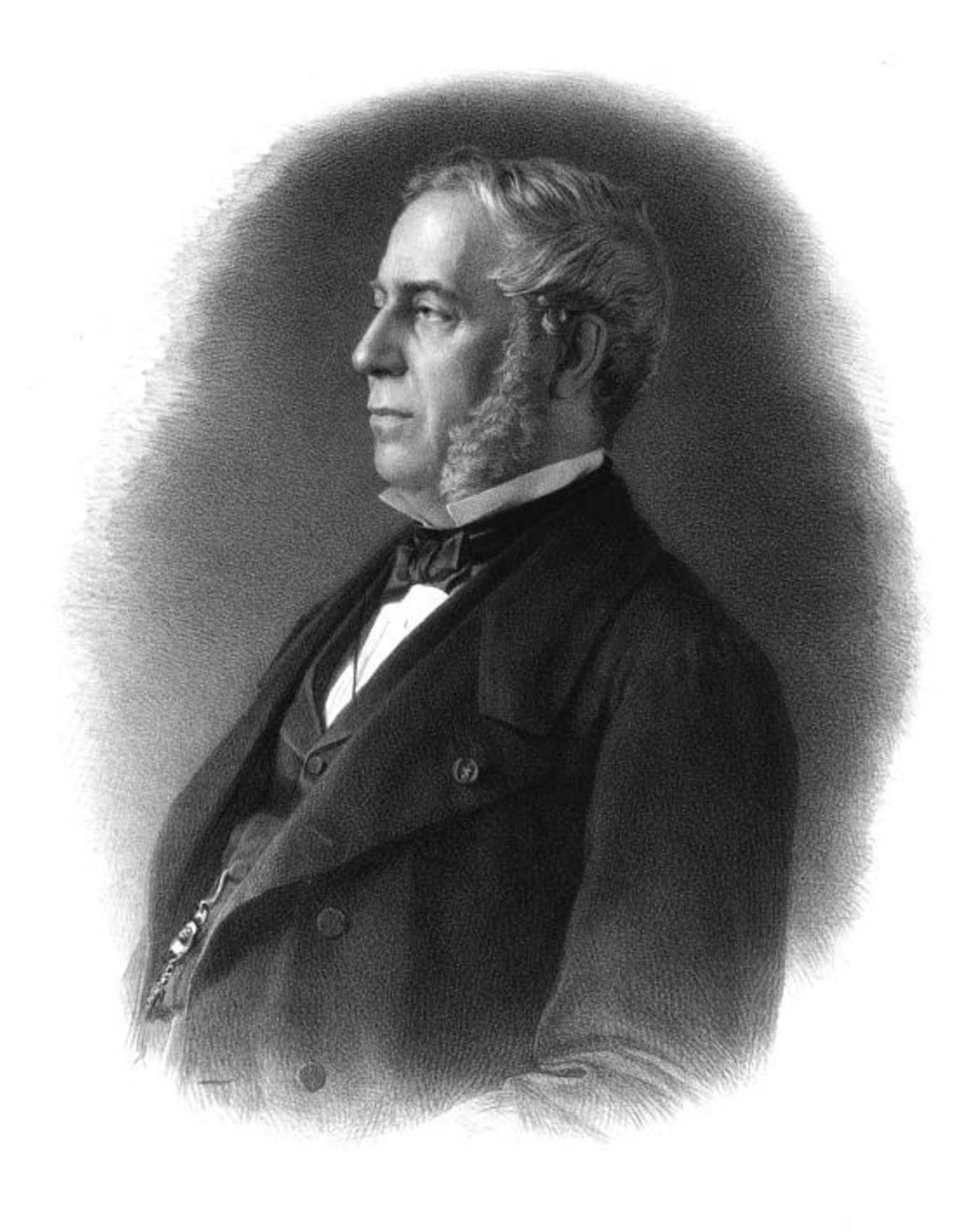
Édouard Drouyn de Lhuys

Édouard Drouyn de Lhuys (ur. 19 listopada 1805 w Paryżu, zm. 1 marca 1881 w Paryżu) – francuski mąż stanu, pisał w imieniu swego rządu sławne noty do rządu rosyjskiego.